# 斗湖省

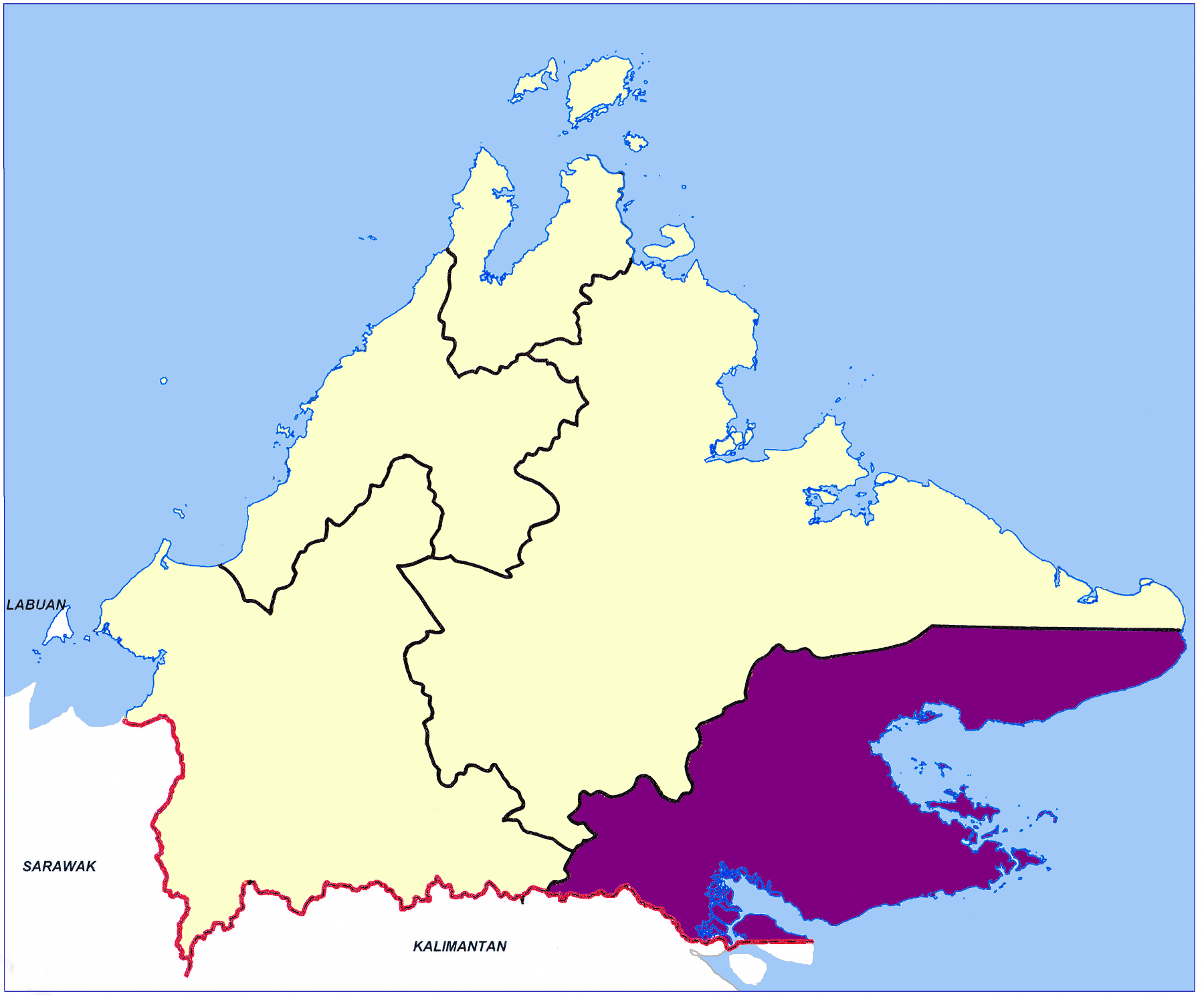
斗湖省位置圖

斗湖省是馬來西亞沙巴州的五個省份之一，位於該州東南部，面向蘇祿群島，南鄰印尼。省会为斗湖。
面積14,905平方公里，2000年人口525,663人。下分四县（斗湖、古納、拿篤、仙本那）。